# Sonate pour flûte et piano de Prokofiev
Pour les articles homonymes, voir Sonate pour flûte et piano.
La Sonate pour flûte et piano en ré majeur op. 94 est une sonate de Serge Prokofiev. Composée en 1943, elle fut créée le 7 décembre 1943 par le flûtiste Nikolai Charkovsky et le pianiste Sviatoslav Richter à Moscou. Sur la demande de David Oistrakh, le compositeur en fit une transcription pour violon et piano (opus 94 bis). Cette dernière est créée le 17 juin 1944 par David Oistrakh et Lev Oborine à Moscou.

## Analyse de l'œuvre
1. Andantino (moderato dans l'op. 94 bis)
2. Allegro (scherzo dans l'op.94 bis)
3. Andante
4. Allegro con brio